# 熊本市立慶徳小学校
熊本市立慶徳小学校（くまもとしりつ けいとくしょうがっこう, Kumamoto City Keitoku Elementary School）は、熊本県熊本市中央区山崎町にある小学校。

## 概要
歴史
1874年（明治7年）に開校した「慶徳学校」を前身とする。数回の改称を経て、1947年（昭和22年）4月の学制改革により現校名となる。2009年（平成21年）に創立135周年を迎えた。
校訓
「やさしく、つよく、うつくしく」- 1906年（明治39年）に制定。
校章
1906年（明治39年）に制定。鏡・剣・光を組み合わせて図案化したもの。
校歌
1906年（明治39年）に制定。作詞は池辺義象、作曲は田村虎蔵による。4番まである。歌詞に校名は登場しない。
特色
通常学級に加え、特別支援学級（ことばの教室・聞こえの教室・なかよし教室）を開設している。また熊本市内5つの病院に院内学級を設置している。

## 沿革
- 1874年（明治7年）4月 - 慶徳堀町・妙乗寺内の御堂[1]を仮校舎として、「慶徳学校」が開校。当初の児童数は約50名。
- 1876年（明治9年）9月 - 同町内に校舎を新築し、「慶徳小学校」（後に「慶徳尋常小学校」）と改称。
- 1877年（明治10年）2月 - 西南戦争により、校舎を消失。現在地に新校舎を新築。
- 1884年（明治17年）3月 - 火災により、校舎が全焼。
- 1886年（明治19年）8月 - 現在地に新校舎が完成。山崎小学校を併合。
- 1889年（明治22年）7月 - 河田竹生が初代校長に就任。
- 1904年（明治37年）4月 - 高等科を併設し、「慶徳尋常高等小学校」（尋常科4年・高等科2年の計6年制）と改称。
- 1906年（明治39年）- 校歌・校章・校旗を制定。
- 1908年（明治41年）4月 - 義務教育6ヶ年延長[2]に伴い、高等科を廃止し再び「慶徳尋常小学校」となる。山崎尋常小学校[3]を分離。
- 1923年（大正12年）4月 - 高等科を併置し、再び「慶徳尋常高等小学校」（尋常科6年・高等科2年の計8年制）となる。
- 1926年（大正15年）8月 - 鉄筋コンクリート造の校舎が完成。
- 1941年（昭和16年）4月1日 - 国民学校令により、「慶徳国民学校」に改称。尋常科を初等科に改称。（初等科6年・高等科2年の計8年制）
- 1947年（昭和22年）4月1日 - 学制改革（六・三制の実施）により、国民学校初等科が「熊本市立慶徳小学校」（現校名）に、高等科が「熊本市立慶徳中学校」（併設）となる。
- 1950年（昭和25年）3月27日 - 新町に慶徳中学校の新校舎が完成、中学生の移転が完了（この年の11月に慶徳中学校は藤園中学校に改称）したため、併設を解消。
- 1953年（昭和28年）6月 - 熊本大水害により、校舎が床上浸水（30cm）。
- 1955年（昭和30年）7月 - 城東小学校の移転により、本館が無償で譲渡される。
- 1960年（昭和35年）5月 - 特殊学級を開設。
- 1963年（昭和38年）8月 - プールが完成。
- 1968年（昭和43年）4月 - 言語治療学級を開設。
- 1970年（昭和45年）4月 - 国立熊本病院に訪問学級を開設。
- 1971年（昭和46年）2月 - 熊本市民病院に訪問学級を開設。
- 1975年（昭和50年）
  - 1月 - 熊本大学医学部附属病院に訪問学級を開設。
  - 4月 - 熊本中央病院に訪問学級を開設。
- 1980年（昭和55年）7月 - 2代目の校旗を作成。
- 1982年（昭和57年）4月 - 理科室・家庭科室を設置。
- 1989年（平成元年）4月 - 情緒学級を開設。
- 1991年（平成3年）4月 - 熊本赤十字病院に訪問学級を開設。
- 1993年（平成5年）11月 - 校舎新築工事のため、プレハブ校舎へ移転。
- 1995年（平成7年）7月17日 - 新校舎が完成。鉄筋コンクリート5階建てで、3階に体育館、5階に水深が自由に変えられる開閉屋根付きのプールを有する。またエレベーターも設置。
- 1997年（平成9年）4月 - 言語治療学級を言語通級指導教室に改称。運動場を整地。
- 1999年（平成11年）3月 - 中庭を整備。
- 2000年（平成12年）11月 - パソコンを設置。
- 2002年（平成14年）4月 - 難聴通級指導教室を開設。
- 2005年（平成17年）7月 - 児童育成クラブを開設。
- 2006年（平成18年）8月 - 児童育成クラブ教室が中庭に完成。
- 2008年（平成20年）8月 - 学校名看板を設置。

## 学校行事
3学期制
1学期
- 4月 - 就任式、始業式、入学式、歓迎遠足、家庭訪問、授業参観、PTA総会、学級懇談会
- 5月 - 避難訓練、体力テスト、運動会
- 6月 - 自転車点検教室、プール開き、水防避難訓練、幼小中連携の日、お楽しみ集会
- 7月 - 授業参観、学級懇談会、心肺蘇生法講習会、終業式、校区夏祭り
- 8月 - PTA奉仕活動

2学期
- 9月 - 始業式、なかよし合同キャンプ、水泳大会、学校公開日
- 10月 - 人権集会、6年修学旅行、ふれあい給食、なかよし合同運動会
- 11月 - 学習発表会、避難訓練、就学時検診、5・6年地区音楽会
- 12月 - 授業参観、学級懇談会、5年集団宿泊教室、終業式

3学期
- 1月 - 始業式、避難訓練、なわとび週間、幼小中連携の日
- 2月 - 持久走月間、6年籐園中学校体験入学、新1年生保護者会・交通教室、3年クラブ見学、授業参観、PTA総会、学級懇談会
- 3月 - お別れ遠足、卒業式、修了式、退任式

## クラブ活動
運動部
- 総合運動部
- バドミントン部

文化部
- 器楽部

## 交通アクセス
最寄りの鉄道駅
- JR九州 鹿児島本線 「熊本駅」
- 熊本市交通局（路面電車）「慶徳校前停留場」

最寄りのバス停
- 熊本桜町バスターミナル

最寄りの道路
- 国道3号（薩摩海道・鹿児島街道）

## 周辺
- 熊本県立第一高等学校
- 熊本中央郵便局
- 日本銀行熊本支店
- 肥後銀行本店
- 熊本市役所
- 熊本市西消防署
- 国立病院機構熊本医療センター
- 熊本城

## 関連事項
- 熊本県小学校一覧
- 慶徳二郎